# Bacha posh
Bacha posh ("vestita come un ragazzo"/"abbigliata da maschio") indica la pratica culturale ancora vigente in certe zone dell'Afghanistan e del Pakistan, in cui le famiglie prive di figli maschi inducono per l'appunto una delle loro figlie femmine a vestirsi e comportarsi come se fosse un ragazzo, almeno fino al raggiungimento della pubertà.

## Caratteristiche
Ciò permette alla bambina di comportarsi più liberamente: inizialmente frequentando una scuola migliore, poi accompagnando e scortando le altre sorelle in pubblico ed infine trovandosi anche un lavoro autonomo al di fuori dell'ambito familiare. Il Bacha posh permette inoltre alla famiglia d'origine d'evitare lo stigma sociale associato al fatto di non aver figli maschi.
La pratica del Bacha posh è in costante aumento negli ultimi decenni ed è ampiamente accettata da tutti gli strati della popolazione, che la vede come soluzione ragionevole al problema di non aver un ragazzo in famiglia.

## Storia
L'usanza risale indietro nel tempo ed è praticata ancor oggi. Le donne hanno forse iniziato a travestirsi da uomini per poter aver maggiori possibilità di sopravvivenza durante i periodi di carestia e per proteggersi e combattere quando scoppiava qualche guerra.
La storica Nancy Dupree ha raccontato ad un reporter del New York Times durante un'intervista che ricordava una fotografa risalente ai primi anni del '900, durante il regno di Habibullah Khan, in cui donne travestite da uomini facevano da guardia all'harem reale.

## Panoramica
In Afghanistan e Pakistan vi è una forte pressione sociale perché le famiglie abbiano un figlio maschio che possa portarne avanti il nome ed ereditare la proprietà paterna; ma in mancanza di un figlio i genitori possono decidere di vestire e far vivere una delle loro figlie come un maschio, favoriti anche dalla credenza che questo fatto renderà più probabile per la madre partorire in seguito un vero figlio maschio.
Una ragazza che vive come un ragazzo si veste nel caratteristico abbigliamento maschile, si tiene i capelli tagliati corti ed utilizza un nome da uomo; ora lo scopo di una tale pratica non è quello d'ingannare le persone, come gli insegnanti e i vicini o gli amici di famiglia, in quanto saranno tutti perfettamente consapevoli che il "bambino" è in realtà una femmina.
All'interno della famiglia occuperà uno status intermedio in cui continuerà ad essere trattata né completamente come una donna né completamente come un uomo, non avrà in ogni modo l'obbligo di eseguire le faccende domestiche, cucinare, lavare e pulire come tutte le altre ragazze. Nella sua qualità di Bacha posh sarà più facilmente in grado di frequentare una scuola, muoversi liberamente in pubblico, scortare le sorelle nei luoghi ove queste non possono recarsi senza essere accompagnate da un maschio, fare sport ed intraprendere qualche lavoretto.
Lo status della ragazzina come Bacha posh solitamente si conclude nel momento in cui ella entra nella fase della pubertà: molte adolescenti hanno però a quel punto spesso molte difficoltà a passare dalla vita da maschio condotta fino ad allora per adattarsi ai vincoli tradizionali imposti sulle donne nella società afgana.
Azita Rafaat, deputato all'Assemblea nazionale (Afghanistan) in qualità di rappresentante della provincia di Badghis, non avendo avuto figli maschi ha fatto diventare Bacha posh una delle figlie femmine.

## Motivazioni ed effetti
Diane Ehrensaft, psicologa clinica dello sviluppo, teorizza che pur comportandosi costantemente come un maschio il Bacha posh non stia esprimendo la propria più autentica identità di genere, ma il suo sia bensì semplicemente un modo di conformarsi alle aspettative e speranze dei genitori nei suoi confronti; in sovrappiù le vengono offerti quei privilegi che altrimenti come ragazza non potrebbe mai ottenere.
Dopo aver vissuto come Bacha posh per interi anni, durante l'infanzia però, la maggior parte delle ragazzine trova oltremodo difficoltoso socializzare nuovamente con le altre femmine coetanee, in quanto abituatesi oramai a sentirsi a proprio agio solo in compagnia dei maschi e comportandosi come loro.
Elaha, che ha vissuto come Bacha posh fin quasi all'età di vent'anni e tornata ad esser considerata una femmina solo al momento del suo ingresso all'università ha riferito alla BBC d'averlo fatto solo perché costretta dalle tradizioni della società. Altre invece ne hanno dato un'opinione più positiva, in quanto in tal modo hanno avuto l'occasione di sperimentare quelle libertà che non avrebbero mai conosciuto come ragazze normali.
Capita anche che alcune di loro si rifiutano di tornare indietro dopo aver sperimentato la libertà della vita da maschio; il cuore della polemica verte sul fatto se il Bacha posh possa aiutare le donne nel cammino verso la parità di diritti, oppure non sia altro che l'ennesimo danno psicologico inferto loro. Molte delle donne che sono passate attraverso la pratica del Bacha posh dicono che l'esperienza è esaltante e straniante al medesimo tempo.

## Rientro in società
Quando comincia ad essere in età da marito (circa 17-18 anni, a volte poco prima e in rari casi anche dopo), la ragazza smette i suoi panni da Bach posh e torna a far parte nuovamente del proprio genere d'appartenenza; spesso questo cambiamento avviene improvvisamente quando vengono costrette a sposarsi con un uomo scelto per loro dai genitori; ma dal momento che in qualità di Bacha posh sono cresciute tecnicamente come maschi, non imparano quello che tutte le donne afghane dovrebbero conoscere, ossia cucinare, cucire ed occuparsi dei lavori domestici. Questo rende la vita coniugale notevolmente più difficoltosa per loro, correndo il rischio di subire abusi e violenza domestica.

## Nella cultura di massa
Nel film del 2003 Osama, diretto da Siddiq Barmak ed interamente realizzato sul suolo afghano, viene raccontata proprio la storia di una giovane ragazza che vive sotto il regime segregazionista dei talebani e la cui madre — al fine di proteggerla, ma anche per far sì che ella possa sostenere la famiglia — comincia ad un certo punto a travestirla da maschio, fino a fargli cambiare identità: la ragazzina così, da Maria, diventa Osama.